# Abantgöl-Forelle
Die Abantgöl-Forelle, auch Abantseeforelle genannt (Salmo abanticus), ist endemisch im See Abant Gölü bei Bolu in der Türkei beheimatet. Dieser Fisch ernährt sich von Insekten, aber auch kleineren Fischen. Der See hat keine größeren Zuflüsse, sondern wird von unterirdischen Quellen gespeist. Daher laichen die Fische an diesen Quellen.
Die Abantseeforelle kann Größen von über 70 cm erreichen, der Durchschnitt liegt zwischen 25 cm und 50 cm. 